# AMD Dragon
Az AMD Dragon egy játékosok számára tervezett platform az AMD hardvergyártótól. 2009-ben jelent meg, a cég korábbi, Spider nevű megoldását váltotta fel. Jellemzője, hogy az AMD 2008-tól 2012-ig gyártott, 45 nm-es csíkszélességű Phenom II X4 processzorcsaládjára épül. A platform célja, hogy egy erős hardveres környezetet nyújtson a játékprogramokat futtató rendszerek számára. A platformot a specifikációja írja le, megjelenése az ennek megfelelő processzor, csipkészlet, alaplap és grafikus kártya kombináció lehet, az ezeket tartalmazó gépekben. Az AMD Leo platform követte.
A platform 6 MiB-es harmadik szintű gyorsítótára és a DDR3 memóriák támogatása mellett az AMD állítása szerint a platformmal az előzőekhez képest akár 20%-os teljesítménynövekedés érhető el.
Az első megjelent verziók AM2+ processzorfoglalatot és ezzel együtt DDR2 memóriatámogatást kínáló alaplapok voltak, de a Dragon platform alapvető foglalattípusa a DDR3 memóriát támogató AM3 foglalat. A foglalat és a memória a processzorba épített memóriavezérlő miatt kapcsolódik ilyen szorosan.
A platform specifikációjának megfelelő rendszer a következőkből állhat: egy Phenom II X4 processzor az AMD 700 csipkészlet-sorozatot használó alaplapon, ATI Radeon HD 4800 sorozatú grafikus kártyával. A platformnak megfelelő kész gépeket kínált a Dell, a HP, az Alienware és több más cég is.
A HD 4800-as sorozatú grafikus kártyák mára elavultak, de a Phenom II x4 processzorok még mindig versenyképesek, a DDR3-as memóriatámogatásuk lehetővé teszi további felhasználásukat a játékcélú PC-k körében, újabb, pl. HD 6900 vagy HD 7800 sorozatú grafikus kártyákkal.

## Fordítás
Ez a szócikk részben vagy egészben  az   AMD Dragon című angol Wikipédia-szócikk ezen változatának fordításán alapul.  Az eredeti cikk szerkesztőit annak laptörténete sorolja fel. Ez a jelzés csupán a megfogalmazás eredetét és a szerzői jogokat jelzi, nem szolgál a cikkben szereplő információk forrásmegjelöléseként.